# هوهر هاگن (درانزفلد)
هوهر هاگن (به آلمانی: Hoher Hagen) یک کوه در آلمان است که در نیدرزاکسن واقع شده‌است.